# 올레뮤직
올레뮤직은 KT 뮤직에서 운영하는 음악 사이트였다. KT 뮤직 이전에 KTF 뮤직이 있었다. KT에서 도시락이라는 음악 사이트를 운영하고 있으나 KT가 음악 사업권을 KT 뮤직에 양도하면서 이 이름으로 운영하였다. 현재는 지니라는 브랜드로 대체되었다.